# Sonny Banks
Lucien "Sonny" Banks (Saltillo, Mississippi, 29 juni 1940 — Philadelphia (Pennsylvania), 13 mei 1965) was een Amerikaanse bokser die bekendstaat als de eerste bokser die Muhammad Ali (die toen nog onder zijn eigen naam, Cassius Clay, bokste) tegen het canvas sloeg, in 1962. Hij zou deze wedstrijd overigens verliezen. Banks stond bekend om zijn scherpe linkse hoeken.
Op 24-jarige leeftijd overleed hij aan zijn verwondingen na een wedstrijd van negen ronden tegen Leotis Martin.